# Jos Brink
Josephus Gerardus Brink, noto come Jos Brink (Heiloo, 19 giugno 1942 – Amsterdam, 17 agosto 2007), è stato un attore, cabarettista, conduttore televisivo, produttore teatrale ed editorialista olandese.

## Biografia

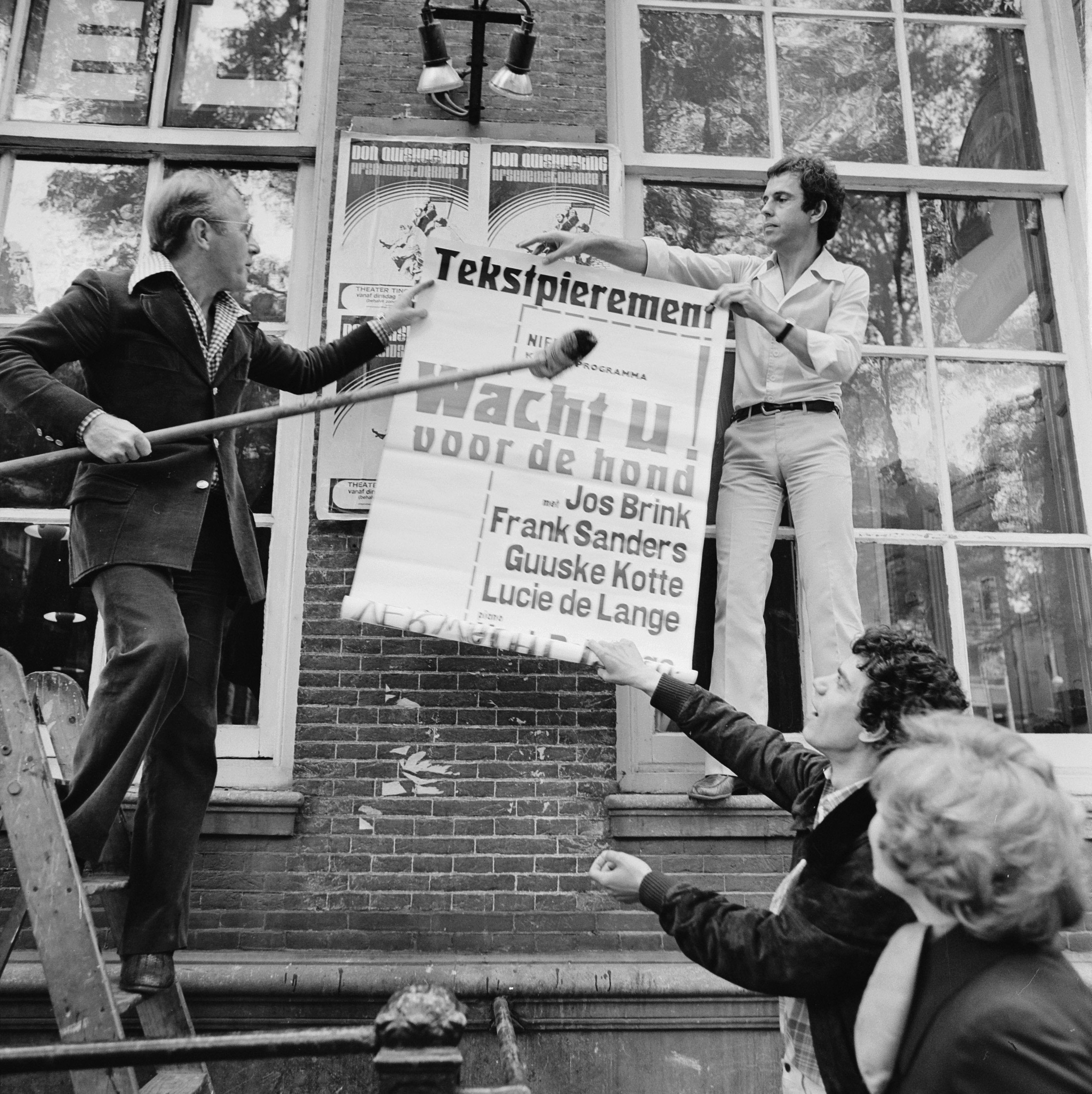
Sieto Hoving, Jos Brink, Frank Sanders e Marijke Hoving incollano manifesti al Tingel Tangel di Amsterdam.

Nacque in una famiglia con quattro fratelli. Suo padre era un funzionario delle imposte. Da bambino visse, tra gli altri luoghi, a Purmerend e Rotterdam e fu per un certo periodo uno scout.
Dopo il diploma e la formazione come attore teatrale, nel 1959 fece il suo debutto nei radiodrammi trasmessi via radio. Negli anni sessanta condusse diversi programmi radiofonici. Nel 1970 ottenne una propria trasmissione televisiva. Nel 1979 divenne noto anche fuori dai Paesi Bassi quando, durante una trasmissione televisiva in diretta in onore della regina Giuliana, che festeggiava il suo 70º compleanno, baciò spontaneamente la sovrana. Questo gesto, all'epoca controverso per via del protocollo, fu comunque molto apprezzato dalla regina. Negli anni ottanta condusse numerosi spettacoli televisivi, tra cui Wedden, dat..?, la versione olandese di Wetten, dass..?.
Fu un bravo cantante e recitò in numerosi ruoli nel teatro musicale e cabarettistico olandese. Fu anche spesso attivo come attore in teatro e in film televisivi.
Amò i gatti domestici. Negli anni ottanta scrisse su questo tema e su curiosità della vita quotidiana, brevi colonne, spesso umoristiche o malinconiche, per diversi quotidiani e riviste olandesi. Questi articoli furono poi raccolti e pubblicati in volumi.
Nel luglio 2007, un esame medico rivelò di soffrire di tumore al colon-retto. Anche i polmoni, i linfonodi e la gamba sinistra erano già stati colpiti dalla malattia. Dopo alcuni interventi chirurgici senza successo, morì in un ospedale di Amsterdam.
Brink ricevette l'onorificenza reale: fu nominato Cavaliere dell'Ordine di Orange-Nassau.

## Religione
I suoi genitori di appartenevano al gruppo protestante dei remonstranti. Questa chiesa è una corrente relativamente piccola, liberale e progressista del calvinismo olandese. Da bambino ebbe molti amici cattolici e atei. Ciò lo portò a sviluppare fin da giovane una visione del mondo cristiana molto aperta e tollerante. Nel suo circolo di amici, composto in gran parte da altri attori, scoprì di avere la capacità di confortare le persone con la parola di Dio. Ebbe più volte l'opportunità di guidare i servizi religiosi di una comunità ecclesiale di base nella chiesa De Duif ("La Colomba") ad Amsterdam, scrivendo egli stesso le prediche. Anche queste furono successivamente pubblicate in un libro. Jos Brink cercò in particolare di rompere i tabù sul tema della morte. Nel 2007 pubblicò un piccolo libro (Rouw op je dak) sul lutto.
Il titolo è un gioco di parole: het komt rauw op je dak significa "ti coglie di sorpresa", mentre de rouw significa "il lutto".

## Omosessualità
Fu un sostenitore dell'emancipazione delle persone omosessuali. Per non danneggiare eccessivamente la sua carriera, non mise in primo piano la propria omosessualità, ma neppure la negò. Offrì, tra le altre cose, assistenza spirituale ai malati di AIDS nella chiesa De Duif. Visse come aperamente gay. Fu uno dei primi a contrarre un matrimonio con un uomo, Frank Sanders, che fu sia il suo coniuge religioso che legale. La legislazione olandese consente il matrimonio egualitario tra persone omosessuali, anche religioso.

## Opere

### Libri
- Rouw op je dak. Terra-Lannoo, 2007, ISBN 978-90-2096986-3, 93 pagine.